# Rashtrakuta
La dinastia Rashtrakuta (Sanscrito: राष्ट्रकूट rāṣṭrakūṭa, Kannada: ರಾಷ್ಟ್ರಕೂಟ) fu una dinastia reale indiana che governò gran parte del sud, del centro e del nord dell'India tra il VI e il XIII secolo. Durante questo periodo governarono come clan individuali strettamente correlati.
La primissima iscrizione Rashtrakuta conosciuta è un piatto di rame del VII secolo che menziona il loro governo dal Manpur nella regione Malwa del moderno stato di Madhya Pradesh. Altri regnanti Rashtrakuta, citati i iscrizioni dello stesso periodo furono i re di Achalpur (il moderno Elichpur nel Maharashtra) e i governanti di Kannauj. Vi sono diverse teorie in merito all'origine e alla lingua di questi capostipiti regnanti della dinastia.
Il clan Elichpur fu un feudatario di Chalukya che durante il regno di Dantidurga rovesciò Kirtivarman II e continuò a costruire un impero, istituendo nel moderno Gulbarga nello stato federato di Karnataka la sua capitale. Questo clan verrà conosciuto come i Rashtrakutas di Manyakheta, che salirono al potere in India del sud nel 753. Allo stesso tempo, la dinastia Pala del Bengala e la dinastia Prathihara di Malwa guadagnarono potere, rispettivamente, in India orientale e in India nord-occidentale. Un testo in arabo, al-Silsilat Tawarikh (851), definì i Rashtrakuta come uno dei quattro principali imperi del mondo. [1]
Tra il VIII e il X secolo, si assistette ad una continua lotta, ad esiti alterni, tra i tre imperi per il controllo delle risorse presenti nelle ricche pianure del Gange. Nel periodo del loro massimo splendore, i Rashtrakuta di Manyakheta, governavano su un vasto impero che si estendeva dal fiume Gange e dal fiume Yamuna a nord, fino a Capo Comorin nel sud. I primi re di questa dinastia furono influenzati dall'induismo mentre i regnanti successivi dal giainismo.
Durante l'impero dei Rashatrakuta, i matematici giainisti e gli studiosi hanno realizzato importanti opere scritte in lingua kannada e sanscrito. Amoghavarsha, il più famoso re di questa dinastia scrisse il Kavirajamarga, un'opera letteraria che sarà il punto di riferimento per la lingua Kannada. L'architettura aggiunse una pietra miliare nello stile dravidica, l'esempio più eclatante si può ammirare nel tempio Kailasa a Ellora nella moderna Maharashtra. Altri importanti contributi artistici sono il tempio Kashivishvanatha e il tempio Narayana a Pattadakal, nell'odierna Karnataka, entrambi patrimonio dell'umanità dell'UNESCO.

## Storia

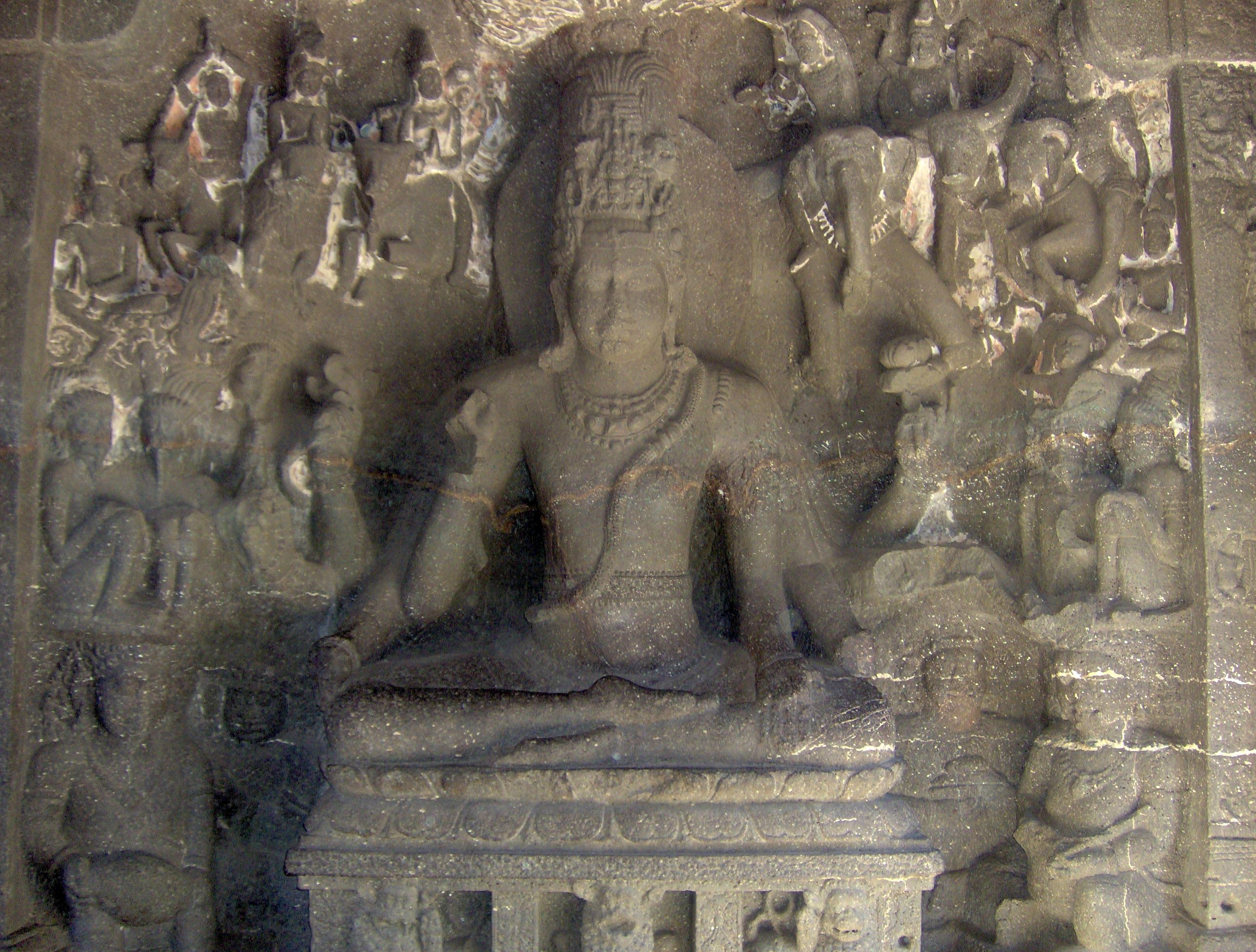
Scultura di Shiva presso il tempio Kailasanath, Ellora

L'origine dei Rashtrakuta è un argomento della storia indiana controverso. I dubbi riguardano l'origine dei primi antenati durante il periodo dell'imperatore Aśoka Moriya il Grande, nel II secolo a.C. e il collegamento tra le varie dinastie Rashtrakuta che hanno governato, tra il VI e il VII secolo, i piccoli regni dell'India settentrionale, centrale e dell'altopiano del Deccan. Anche il rapporto di questi Rashtrakuta medievali con la più tarda dinastia dei Rashtrakuta di Manyakheta (oggi Malkhed nella regione di Gulbarga, stato federato di Karnataka), che regnò tra l'VIII e il X secolo, è stato oggetto di dibattiti.
Le fonti a disposizione per ricostruire la storia dei Rashtrakuta includono alcune iscrizioni medievali, l'antica letteratura in lingua pāli, letteratura coeva in sanscrito e kannada e alcune note di viaggiatori arabi. Alcune teorie circa la discendenza dinastica, la regione d'origine e la casa ancestrale sono state proposte sulla base delle informazioni raccolte dalle iscrizioni, dagli stemmi reali, dagli antichi nomi dei clan, dagli epiteti (Ratta, Rashtrakuta, Lattalura Puravaradhiswara), dai nomi dei principi e principesse della dinastia e da indizi provenienti da reperti come alcune monete. Gli studiosi hanno dibattuto su quali possono essere le origini etniche e linguistiche dei primi Rashtrakuta. Alcune delle possibilità vagliate includono i gruppi etnici occidentali a nord dell'India, come i Kannadiga, i Reddy, i Maratti e le tribù della regione del Punjab.

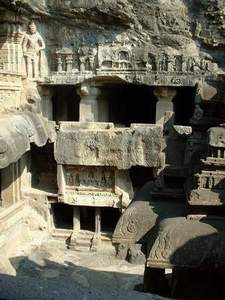
Tempio monolitico gianista a tre piani a Ellora

Vi è invece una unanime convinzione che i governanti della dinastia imperiale tra l'VIII e il X secolo abbiano reso popolare la lingua kannada, come lo era il sanscrito. Le iscrizioni del periodo, infatti, utilizzano entrambi gli idiomi (gli storici Sheldon Pollock e Jan Houben sostengono che per lo più sono in kannada), e i governanti sostennero la letteratura in entrambe le lingue. I primi scritti letterari kannada sono accreditati a poeti di corte e alla nobiltà.
Il cuore dell'impero Rashtrakuta comprendeva quasi tutta la Karnataka, la Maharashtra e parti dell'Andhra Pradesh, una zona che i Rashtrakuta governarono per oltre due secoli. Una lastra di rame, datata 753, conferma che il re feudatario Dantidurga, che probabilmente regnò da Achalapura a Berar (il moderno Elichpur nel Maharashtra), abbia sconfitto in quell'anno il grande esercito Chalukya di Kirtivarman II di Badami prendendo il controllo delle regioni settentrionali dell'impero Chalukya. Egli, in seguito, aiutò il re Nandivarman Pallava a riconquistare Kanchi, sconfiggendo i Gurjaras di Malwa e i governanti di Kalinga, Kosala e Srisailam.
Dantidurga, il successore di Krishna I, portò sotto il suo controllo grandi porzioni degli odierni territori di Karnataka e Konkan. Durante il regno di Dhruva Dharavarsha, che salì al potere nel 780, il regno si ampliò in un impero che comprendeva tutto il territorio che si estendeva tra il fiume Kaveri e l'India centrale. Egli guidò spedizioni di successo per Kànnaugi, il centro del potere indiano settentrionale, dove sconfisse i Gurjara-Pratihara e l'impero Pala del Bengala, guadagnando fama e grandi ricchezze, ma non ampliò il territorio. Secondo Altekar e Sen, i Rashtrakuta divennero una potenza locale durante il suo governo.

### Espansione

Il "cuore" dell'impero

L'ascesa al trono del terzo figlio di Dhruva Dharavarsha, Govinda III, segnò un'epoca caratterizzata da una prosperità mai provata prima. Vi è incertezza circa la posizione della capitale della dinastia e durante il suo governo vi fu un conflitto tra i Rashtrakuta, i Pala e i Pratihara per il controllo sulle pianure del Gange. L'iscrizione Sanjan che descrive le vittorie contro l'imperatore Nagabhatta II dei Pratihara e l'imperatore Dharmapala dei Pala, [35] mostra i cavalli di Govinda III che bevono dalle acque ghiacciate dei torrenti himalayani e i suoi elefanti da guerra che gustano le acque sacre del Gange. Le sue imprese militari vennero paragonate a quelli di Alessandro Magno e di Arjuna di Mahābhārata. Dopo aver conquistato Kànnaugi, si spostò verso sud, conquistando Gujarat, Kosala (Kaushal), Gangavadi fino a ricevere due statue come atto di sottomissione da parte del re di Ceylon (una statua del re e una del suo ministro). I Chola, i Pandya e i Chera gli resero tutti omaggio. Come uno storico racconta, i tamburi del Decca sono stati ascoltati dalle grotte himalayane fino alle coste del Malabar. L'impero dei Rashtrakuta ora si sviluppava su un'area che andava da Capo Comorin a Kannauj e da Varanasi a Bharuch.
Il successore di Govinda III, Amoghavarsha I fece Manyakheta la sua capitale e governò su un vasto impero, la città rimase la capitale fino alla fine dell'impero. Egli salì al trono nell'814, ma non ebbe il potere fino all'821, dopo che aveva represso le rivolte dei feudatari e ministri. Amoghavarsha promosse una pace con la dinastia dei Ganga occidentali dando loro le sue due figlie in matrimonio per poi sconfiggere gli invasori Chalukya orientali a Vingavalli e assumendo il titolo di Viranarayana. Nonostante queste imprese, il suo governo non fu così belligerante come quello di Govinda III e preferì mantenere relazioni amichevoli con i suoi vicini, i Ganga, i Chalukya orientali e i Pallava con cui promosse legami coniugali. Grazie a questo periodo di pace, il suo regno vide un periodo di arricchimento per le arti, per la letteratura e per la religione. Ampiamente considerato come il più famoso degli imperatori Rashtrakuta, Amoghavarsha fu uno attento studioso in kannada e Sanscrito. La sua Kavirajamarga è considerata un importante punto di riferimento nella poetica kannada e Prashnottara Ratnamalika in sanscrito è una scrittura di grande merito che poi venne tradotta in lingua tibetana. [61] Per via del suo temperamento religioso, il suo interesse per le arti e la letteratura e il suo amore per la pace, venne paragonato all'imperatore Ashoka tanto da essere chiamato l'"Ashoka del Sud".
Durante il regno di Krishna II, l'impero dovette affrontare una rivolta dei Chalukya orientali e la sua estensione si ridimensionò perdendo la maggior parte del Decca occidentale e il Gujarat. Krishna II mise fine allo status indipendente del Gujarat e lo portò sotto il diretto controllo di Manyakheta. Indra III recuperò le sorti della dinastia in India centrale dopo aver sconfitto i Paramara per poi invadere la regione Doab dei fiumi Gange e Jamuna. Inoltre ha sconfisse gli storici nemici della dinastia, i Pratihara e i Pala, mantenendo anche la sua influenza su Vengi. A lui succedettero dei re deboli durante il cui regno dell'impero perse il controllo dei territori del nord e ad est, Krishna III l'ultimo grande sovrano riuscì a consolidare i confini dell'impero che si estendevano dal fiume Narmada al fiume Kaveri, includendo il nord del Tamil (Tondaimandalam).

### Declino
Nel 972, durante il regno di Khottiga Amoghavarsha, il re Paramara Siyaka attaccò l'impero e saccheggiò Manyakheta, la capitale dei Rashtrakuta. Questo evento minò seriamente la reputazione della dinastia, portandola verso il declino. La caduta finale avvenne comunque improvvisamente quando Tailapa II, feudatario dei Rashtrakuta dalla provincia di Tardavadi (nel moderno distretto di Bijapur), si dichiarò indipendente approfittando di questo sconfitta. Indra IV, l'ultimo imperatore, intraprese il Sallekhana (un digiuno protratto fino alla morte e praticato dai monaci gianisti) a Shravanabelagola. Con la fine dei Rashtrakuta, i loro feudatari e i clan vicini del Decca e dell'India settentrionale, dichiararono la propria indipendenza. I Chalukya occidentali si insediarono a Manyakheta, di cui ne fecero la propria capitale fino al 1015, e dettero vita ad un vasto impero. I vecchi feudatari dei Rashtrakuta del Decca occidentale andarono sotto il controllo dei Chalukya e i Chola divennero i loro acerrimi nemici del sud.
In conclusione, l'ascesa dei Rashtrakuta di Manyakheta ebbe un grande impatto sull'India, compreso il nord del paese. Sulaiman (851), Abu al-Hasan 'Ali al-Mas'udi (944) e Ibn Khurdadba (912) scrissero che il loro impero fu il più grande dell'India contemporanea e Sulaiman lo definì ulteriormente come uno tra i quattro grandi imperi coevi di tutto il mondo. Secondo i diari di viaggio degli arabi al Masudi e Ibn Khordidbih, del X secolo, "la maggior parte dei re di Hindustan giravano la faccia verso il re Rashtrakuta mentre pregavano, e si prostrarono davanti ai suoi ambasciatori. Il re Rashtrakuta era conosciuto come il "re dei re" (rajadhiraja) che possedeva il più potente degli eserciti e i cui domini si estendevano da Konkan a Sind". Alcuni storici hanno definito questa l'"età dell'impero Kanauji". Dal momento che i Rashtrakuta conquistarono con successo Kànnaugi, riscuotendo i tributi dai suoi governanti e si presentavano come maestri del nord dell'India, l'epoca potrebbe anche essere chiamata l'"età dell'impero Karnataka". Nel corso della loro espansione politica in India centrale e settentrionale, tra l'VIII e il X secolo, i Rashtrakuta o i loro parenti hanno dato vita a diversi regni che continuarono a governare per secoli dopo la caduta della dinastia o salirono al potere molto più tardi. I più noti tra questi furono i Rashtrakuta del Gujarat (757-888), i Ratta di Saundatti-Yellamma (875-1230) nella Karnataka moderna, i Gahadavala di Kannauj (1068-1223) e i Rashtrakuta del Rajasthan (noto come Rajputana, tra il 893-996).

## Amministrazione
Le iscrizioni e altri documenti letterari in nostro possesso dimostrano che i Rashtrakuta selezionavano il principe sulla base dell'ereditarietà. La corona non sempre venne trasmessa al figlio maggiore in quanto le abilità vennero considerate più importanti dell'età e della cronologia di nascita, come si può evincere dal coronamento di Govinda III, che fu il terzo figlio del re Dhruva Dharavarsha. La posizione più importante sottostante al re era occupata dal Primo Ministro (Mahasandhivigrahi) a cui rispondevano il comandante (Dandanayaka), il ministro degli esteri (Mahakshapataladhikrita) e un ministro (Mahamatya o Purnamathya), i quali solitamente facevano parte del gruppo dei re feudatari. Un Mahasamantha era un feudatario o un altro ufficiale di valore regale. Tutti i ministri erano ben preparati nelle scienze politiche (Rajneeti) e possedevano un addestramento militare. Vi sono stati casi in cui alle donne vennero conferiti incarichi significativi, come nel caso di Revakanimaddi, figlia di Amoghavarsha, che sovraintendeva ad un Vishaya (un distretto).
Il regno venne diviso in Mandala o Rashtra (province). Una Rashtra era governata da un Rashtrapathi che a volte era l'imperatore stesso. L'impero di Amoghavarsha I vantava sedici Rashtra. L'unità amministrativa immediatamente inferiore ad un Rashtra era il Vishaya (distretto), supervisionato da un Vishayapathi. Talvolta alcuni ministri governavano più di un Rashtra. Ad esempio, Bankesha, un comandante di Amoghavarsha, governò su Banavasi-12000, Belvola-300, Puligere-300, Kunduru-500 e Kundarge-70, il suffisso designa il numero di villaggi in quel territorio. Sotto i Vishaya vi era il Nadu. L'ordinamento amministrativo più inferiore era il Grama, o villaggio, amministrato da un Gramapathi o Prabhu Gavunda.
L'esercito Rashtrakuta consisteva di grandi contingenti di fanteria, cavalleria ed elefanti. Un contingente era sempre pronto per la guerra in un accampamento (Sthirabhuta Kataka) situato nella capitale regale di Manyakheta. Eserciti di grandi dimensioni erano inoltre mantenuti anche dai re feudali che dovevano contribuire alla difesa dell'impero in caso di guerra.
I Rashtrakuta emessero monete (coniate in un Akkashale) come Suvarna, Drammas in argento e oro del peso di 65 grani, Kalanju del peso di 48 grani, Gadyanaka del peso di 96 grani, Kasu da 15 grani, Manjati da 2,5 grani e Akkam da 1,25 grani.

## Economia

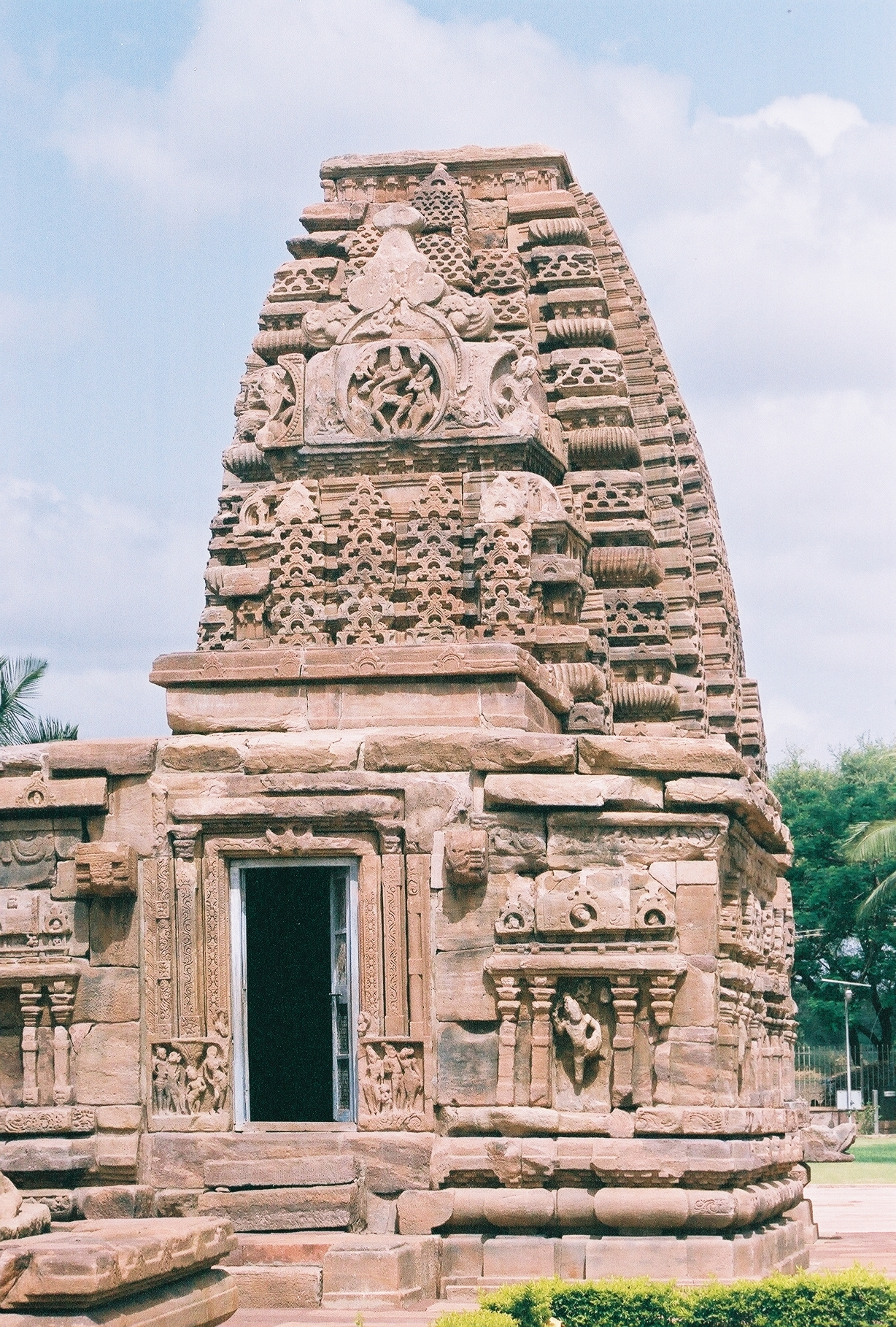
Tempio Kashivishvanatha a Pattadakal, Karnataka

L'economia dei Rashtrakuta fu basata sui suoi prodotti naturali e agricoli, i suoi ricavi nella produzione e i valori ottenuti grazie alle conquiste militari. Il cotone è stato l'elemento principale delle colture delle regioni del sud del Gujarat, del Khandesh e del Berar. Minnagar, Gujarat, Ujjain, Paithan e Tagara erano importanti centri dell'industria tessile. Il panno di mussola sono stati prodotti in Paithan e Warangal. Il filato e il panno di cotone venne esportato da Bharoch. calicos bianchi sono stati fabbricati in Burhanpur e Berar ed esportati in Persia, Turchia, Polonia, Arabia ed Egitto. La regione di Konkan, governata dal feudatario Silharas, produceva una grande quantità di foglie di betel, noce di cocco e riso, mentre le foreste lussureggianti di Mysore, governate dal feudatario Gangas, prodotto tali boschi come sandalo, legno, teak e ebano. Incenso e profumi venivano esportati dai porti di Thana e Saimur.
Il Decca era ricca di minerali, anche se il suolo non era così fertile come quello delle pianure del Gange. Le miniere di rame Cudappah, Bellary, Chanda, Buldhana, Narsinghpur, Ahmadnagar, Bijapur e Dharwar sono state una importante fonte di reddito e hanno svolto un ruolo importante per l'economia. I diamanti venivano estratti in Cudappah, in Bellary, in Kurnool e a Golconda; la capitale Manyakheta e Devagiri erano importanti centri commerciali di diamanti e gioielli. L'industria del cuoio e della conciatura fiorirono nel Gujarat e in alcune regioni del nord del Maharashtra. Mysore con le sue vaste mandrie di elefanti è stata importante per l'industria dell'avorio.
L'impero Rashtrakuta controllava la maggior parte dei porti che si affacciavano sul mare occidentale del subcontinente, facilitando i suoi commerci marittimi. Il ramo Gujarat dell'impero poteva contare su un considerevole reddito grazie al porto di Bharoch, in quel periodo uno dei porti più importanti del mondo. Le principali esportazioni dell'Impero consistevano in filati di cotone, panno di cotone, pelli, tappeti, indaco, incenso, profumi, noci di cocco, sandalo, teak, legno, olio di sesamo e avorio. Le sue principali importazioni erano perle, oro, datteri sauditi, schiavi, vini italiani, monete di stagno, piombo, topazio, meliloto, antimonio, oro e argento, cantanti (per l'intrattenimento della regalità) da altre terre. Anche il commercio dei cavalli rappresentava un importante e redditizio affare, monopolizzato dagli arabi e da alcuni commercianti locali. Il governo Rashtrakuta riscuoteva una tassa di spedizione di un Gadyanaka dorato su tutte le navi straniere che si servivano di uno dei suoi porti e un Ctharna d'argento per tutte le navi che viaggiavano all'interno dell'impero.
Artisti e artigiani operarono come società (corporazioni), piuttosto che come attività individuali. Le iscrizioni menzionano corporazioni di tessitori, petrolieri, artigiani, basket e mat responsabili e venditori di frutta. Un'iscrizione Saundatti si riferiscono a un insieme di tutti gli abitanti di un quartiere guidato da corporazioni della regione. Alcune gilde sono stati considerati superiori agli altri, così come alcune aziende erano, e hanno ricevuto carte reali determinandone i poteri e privilegi. Le iscrizioni suggeriscono di queste corporazioni avevano la loro milizia per proteggere le merci in transito e, come assemblee di villaggio, hanno operato le banche che hanno prestato soldi ai commercianti e alle imprese.
Il reddito del governo proveniva da cinque fonti principali: le imposte correnti, le imposte occasionali, le multe, le imposte sul reddito, le imposte varie e i tributi dei feudatari. Una tassa di emergenza veniva imposta di tanto in tanto quando il regno era sotto costrizione, come ad esempio quando era necessario affrontare calamità naturali, prepararsi per la guerra o doveva superare le devastazioni di un precedente conflitto. Le imposte sul reddito includevano imposte sui terreni dei regnanti, su particolari tipi di alberi considerati preziosi per l'economia, sulle miniere, sul sale e sui tesori rinvenuti dai cercatori.  Inoltre, regali rituali venivano consegnati al re o ai funzionari reali in particolari occasioni di festa, come il matrimonio o la nascita di un figlio.
Il re determinava i livelli di tassazione in base alle necessità e alle circostanze in cui versava il regno, garantendo nel contempo che non vi fosse un onere eccessivo sui contadini. Il proprietario del terreno o l'affittuario pagava una varietà di tasse, comprese le tasse sulla terra, e garantiva lo stipendio del Gavunda (il capo del villaggio). Le imposte fondiarie erano varie e si differenziavano in base al tipo di terreno, alla sua produzione e alla situazione e variavano dall'8% al 16%. Un'iscrizione Banavasi, datata 941, menziona la rivalutazione di un'imposta fondiaria a causa del prosciugamento di un vecchio canale di irrigazione nella regione. L'imposta fondiaria poteva essere elevata fino al 20% per pagare le spese militare, durante le frequenti guerre. Nella maggior parte del regno, le imposte fondiarie venivano pagate in beni e servizi e raramente venivano accettate in denaro. Una parte di tutte le tasse recuperate dal governo (di solito il 15%) veniva restituita ai villaggi per la loro manutenzione.
Le imposte venivano applicate agli artigiani come i vasai, i pastori di pecore, i tessitori, i petrolieri, i commercianti, i proprietari di stalli, i birrai e i giardinieri. Tasse sugli articoli deperibili come pesce, carne, miele, medicinali, frutta e generi essenziali, raggiungevano il 16%. Le imposte sul sale e sui minerali fossero obbligatorie, anche se l'impero non ha sostenuto la proprietà esclusiva di mine, il che implica che privato prospezione mineraria e il business delle cave possono essere stati attivi. lo stato ha sostenuto tutte queste proprietà il cui defunto proprietario legale non aveva parenti stretti di fare una richiesta di eredità. le altre imposte varie comprese traghetti e casa le tasse. Solo i bramini e le loro istituzioni del tempio sono stati tassati ad un tasso inferiore.

## Cultura

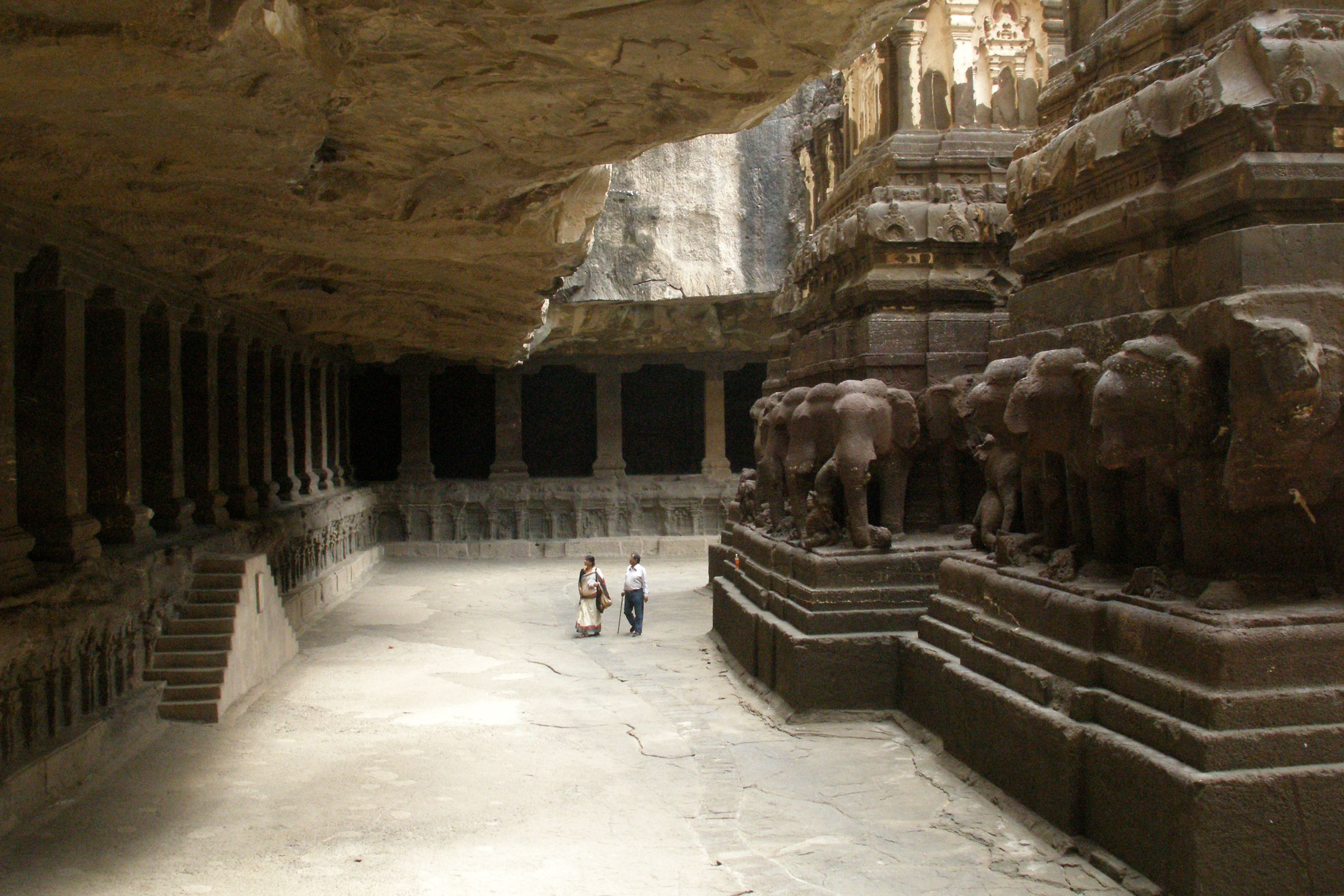
Tempio Kailasa

### Religione
I re Rashtrakuta sostennero le religioni popolari, nel tradizionale spirito di tolleranza religiosa. Gli studiosi hanno proposto vari argomenti su quale religione specifica fosse favorita dagli imperatori, basando le loro teorie sulle iscrizioni, sulle monete ritrovate e sulla letteratura coeva. Alcuni sostengono che i Rashtrakuta fossero inclini verso il giainismo dal momento che molti degli studiosi che prosperavano nella loro corte seguivano questa religione. I Rashtrakuta edificarono notevoli templi Giaini in luoghi come Lokapura nel distretto di Bagalkot e presso i loro feudatari leale, i Ganga occidentali, realizzarono monumenti a Shravanabelagola e Kambadahalli. Gli studiosi hanno suggerito che il Gianismo fosse la religione principale nel cuore dell'impero, il moderno Karnataka, che rappresentava oltre il 30% della popolazione e che dominava la cultura della regione.n. il re Amoghavarsha I fu un discepolo del Gianista Ācārya Jinasena.
Tuttavia, i re Rashtrakuta furono seguaci anche dell'induismo e delle fedi Śivaismo, Viṣṇuismo e Śaktismo. Quasi tutte le loro iscrizioni cominciano con un'invocazione al dio Visnù o al dio Shiva. Le iscrizioni Sanjan raccontano che il re Amoghavarsha I sacrificò un dito dalla mano sinistra al tempio Lakshmi a Kolhapur per evitare una calamità nel suo regno. Il re Dantidurga compì il Ashwamedha (sacrificio del cavallo) e iscrizioni di Sanjan e Khambhat relative al re Govinda IV menziona i bramini che svolgono rituali come il Rajasuya, il Vajapeya e l'Agnishtoma. Un primo piatto di rame con iscritta una concessione del re Dantidurga (753) mostra un'immagine del Dio Shiva e le monete del suo successore, il re Krishna I (768), raccontando la leggenda di Parama Maheshwara (un altro nome per Shiva). I titoli reali, come Veeranarayana, mostravano le loro inclinazioni Vaishnava. La loro bandiera includeva il segno dei fiumi Gange e Yamuna, forse ispirato da Chalukyas Badami.  Il famoso tempio Kailasnatha a Ellora e altre grotte scavate nella roccia, a loro attribuiti, dimostrano che l'induismo fu una religione fiorente. La loro divinità famiglia era una dea di nome Latana (nota anche come Rashtrashyena, Manasa Vindyavasini) che aveva preso la forma di un falco per salvare il regno. Essi costruirono templi con icone e ornamenti diverse al fine di soddisfare le esigenze di diverse fedi. Il tempio a Salotgi fu edificato per i seguaci di Shiva e Vishnu e il tempio a Kargudri fu dedicato agli adoratori di Shiva, Vishnu e Bhaskara (Sūrya, il dio del sole).
In sintesi, i Rashtrakuta si dimostrarono tolleranti versol le maggiori religioni popolari, verso il Giainismo, il Vaishnavaismo e lo Shaivismo. Il Buddismo trovò anch'esso il sostegno dei regnanti e fu popolare in luoghi come Dambal e Balligavi, anche se la sua diffusione diminuì significativamente in questo periodo. Il declino del Buddismo in India del sud iniziò nell'VIII secolo con la diffusione della filosofia Advaita Vedānta di Adi Shankara. Il contatto islamico con il Sud dell'India è iniziato già nel VII secolo, a seguito di scambi tra i regni del Sud e le terre arabe. A partire dal X secolo, la preghiera comunitaria del venerdì fu una pratica presente nell'Impero Rashtrakuta e molti musulmani qui vissero mentre le moschee fiorirono sulle coste, in particolare in città come Kayalpattanam e Nagore. I coloni musulmani sposarono donne locali; i loro figli vennero conosciuti come Mappilas e furono attivamente coinvolti nel commercio di cavalli e come effettivi sulle flotte di spedizione.

### Società
Le cronache riportano l'esistenza di più caste rispetto alle quattro caste comunemente conosciute nel sistema sociale Indù, in alcuni casi si parla di ben sette caste. Il diario di un viaggiatore menziona sedici caste, tra cui le quattro caste fondamentali dei Brahmini, Kshatriya, Vaishya e Shudra. Le caste Zakaya o Lahud consistevano in comunità specializzate nella danza e nelle acrobazie. La popolazione impegnata nelle professioni della caccia, della tessitura, della fabbricazione di scarpe e della pesca appartenevano a caste o sottocaste specifiche. La casta Antyajas forniva numerosi servizi umili per i ricchi. I Bramini godevano dello status più elevato nella società Rashtrakuta; solo coloro che appartenevano alla casta Kshatriya e nella sotto-casta Sat-Kshatriya vantavano uno livello sociale più elevato.
Le carriere dei Bramini di solito erano legate all'istruzione, alla magistratura, all'astrologia, alla matematica, alla poesia e alla filosofia oppure occupavano posti amministrativi ereditari. La pena capitale, anche se diffusa, non veniva data alle sub-caste reali Kshatriya o Bramini, anche se riconosciuti colpevoli di crimini efferati (l'uccisione di un bramino era, ad esempio, considerato un crimine efferato). Come una punizione alternativa, si era soliti a tagliare la mano destra e il piede sinistro di un Bramino, lasciandolo quindi disabile.
Al IX secolo, i re di tutte le quattro caste avevano occupato la posizione più alta del sistema monarchico indù. Ammettere gli appartenenti ai Kshatriya alle scuole vediche con i Bramini era una consuetudine, ma ai bambini delle caste Vaishya e Shudra non era permesso. Le proprietà terriere delle persone di tutte le caste venivano registrate nelle iscrizioni. I matrimoni tra le caste più elevate era permesso solo tra le ragazze Kshatriya altolocate e i ragazzi Bramini, ma relativamente frequente tra le altre caste più basse. Eventi intercasta erano rari e un pranzo insieme tra persone di varie caste veniva spesso evitato.
Le famiglie allargate erano la norma, ma nelle iscrizioni sono state registrate legali separazioni tra fratelli e anche tra padre e figlio. Le donne e le figlie avevano diritti su immobili e su terreni, cosa dimostrata da iscrizioni che attestano la vendita di terreni a delle donne. Il sistema organizzato del matrimonio seguiva una politica rigorosa e per le donne erano frequenti le unioni coniugali in età precoce. Tra Bramini, solitamente i ragazzi si sposavano ad un'età pari o inferiore ai 16 anni, mentre le spose scelte per loro potevano avere anche 12 anni o meno. Queste consuetudini riguardanti all'età non erano rigorosamente seguite dalle altre caste. Il sati (una tradizione in cui la vedova di un uomo morto avrebbe dovuto immolarsi sulla pira funebre del marito) era praticata ma nelle iscrizioni vi sono solo pochi esempi noti e per lo più riguardavano le famiglie reali. anche la pratica della rasatura delle teste delle vedove era infrequente, le epigrafi fanno notare che alle vedove veniva permesso di farsi crescere i capelli, ma erano scoraggiate a decorarli. Tra le caste superiori, un nuovo matrimonio di una vedova era un fatto raro ma maggiormente accettato tra le caste più basse.
Nella popolazione generale, gli uomini vestivano con due semplici pezzi di stoffa, un indumento sciolto in cima e un indumento indossato come un dhoti per la parte inferiore del corpo. Solo i re potevano indossare turbanti, una pratica che si è diffusa alle masse solo molto più tardi. La danza era un intrattenimento popolare e alcune iscrizioni parlano di donne reali affascinate da ballerini, sia maschi che femmine, nel palazzo del re. Le Devadasi (ragazze "sposate" ad una divinità o ad un tempio) erano spesso presenti nei templi. Altre attività ricreative comprendevano l'assistere a combattimenti tra animali, sia della stessa specie che differenti. L'iscrizione di Atakur, venne realizzata per il cane preferito del feudatario del Ganga occidentale che morì combattendo un cinghiale in una battuta di caccia. L'astronomia e l'astrologia erano ben sviluppate come soggetti di studio e vi erano molte credenze superstiziose, come quella in cui si sosteneva che la cattura di un serpente vivo rivelasse la castità di una donna. Le persone anziane che soffrivano di malattie incurabili preferivano porre fine alla loro vita annegandosi nelle acque sacre in un sito pellegrino o con un rogo rituale.

### Letteratura

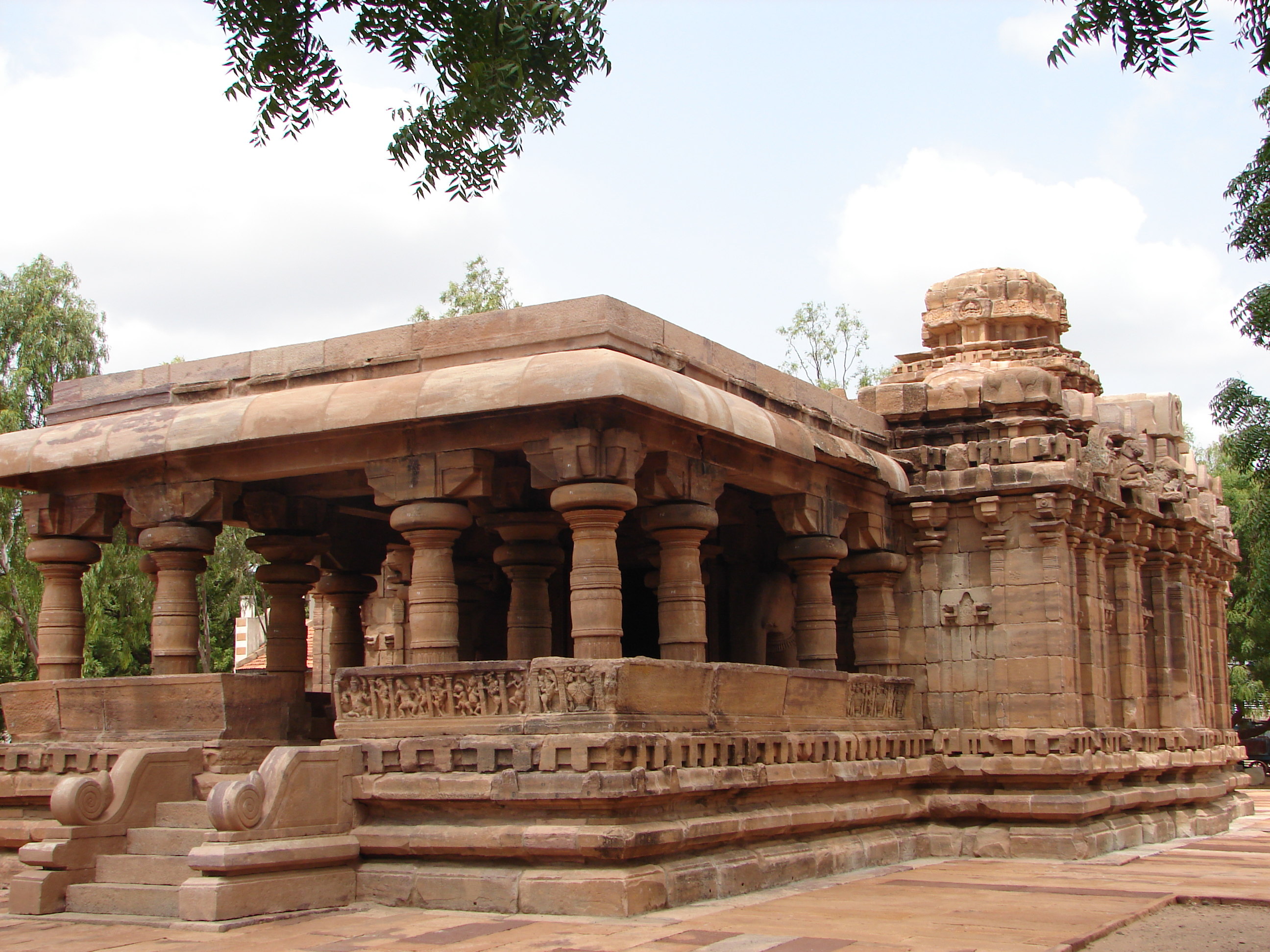
Tempio gianista presso Pattadakal, Karnataka

Durante il dominio dei Rashtrakuta, la lingua kannada fu la più importante per quanto riguarda la letteratura, la stessa produzione letteraria vide un periodo di crescita per importanza e quantità. Questi anni segnarono in modo indelebile il tramonto dell'era del monopolio del Pracrito classico e dello sanscrito. I poeti di corte realizzarono importanti opere in kannada e in sanscrito affrontando diverse forme letterarie, come la prosa, la poesia, la retorica, l'epica e i racconti della vita dei Tirthamkara. Scrittori bilingue, come Asaga, godettero di una certa fama, mentre alcuni studiosi, come Mahaviracharya, si occuparono di matematica pura alla corte di re Amoghavarsha I.
Kavirajamarga (850) del re Amoghavarsha I, è il primo libro rimasto ad oggi che tratta retorica e poetica in lingua kannada, anche se è evidente che stili autoctoni di composizione in kannada esistevano già nei secoli precedenti. Kavirajamarga è una guida ai poeti (Kavishiksha) che mira a uniformare i vari stili. Nel libro si parla dei primi scrittori di prosa e poesia in lingua kannada, come Durvinita, probabilmente il monarca della dinastia occidentale Ganga del VI secolo.
Lo scrittore Abhinava Pampa, ampiamente considerato come uno degli scrittori kannada più influenti, divenne famoso per il poema Adipurana (941). Scritto in stile Champu, un misto tra prosa e versi, è la storia della vita del primo tirthankara, Rishabha. Un'altra notevole opera di Pampa fu Vikramarjuna Vijaya (941), la versione dell'autore del poema epico indù, Mahābhārata, con Arjuna che riveste il ruolo di eroe. Chiamato anche Pampa Bharata, è un elogio del patrono dello scrittore, il re Chalukya Arikeseri di Vemulawada (un feudatario Rashtrakuta), mettendo favorevolmente a confronto le virtù del re con quelle dii Arjuna. Pampa dimostra una tale padronanza del kannada classico tanto che, nel corso dei secoli, gli studiosi hanno elaborato molte interpretazioni della sua opera.
Un altro importante scrittore kannada fu Sri Ponna, sostenuto dal re Krishna III e famoso per Shantipurana, il racconto della vita di Shantinatha, sedicesimo tirthankara. Egli conseguì il titolo di Ubhaya Kavichakravathi (sommo poeta in due lingue) per la sua capacità di esprimersi sia su kannada che in sanscrito. Altri suoi scritti in kannada furono Bhuvanaika-ramaabhyudaya, Jinaksharamale e Gatapratyagata. Abhinava Pampa e Sri Ponna vengono chiamati "gemme della letteratura kannada".

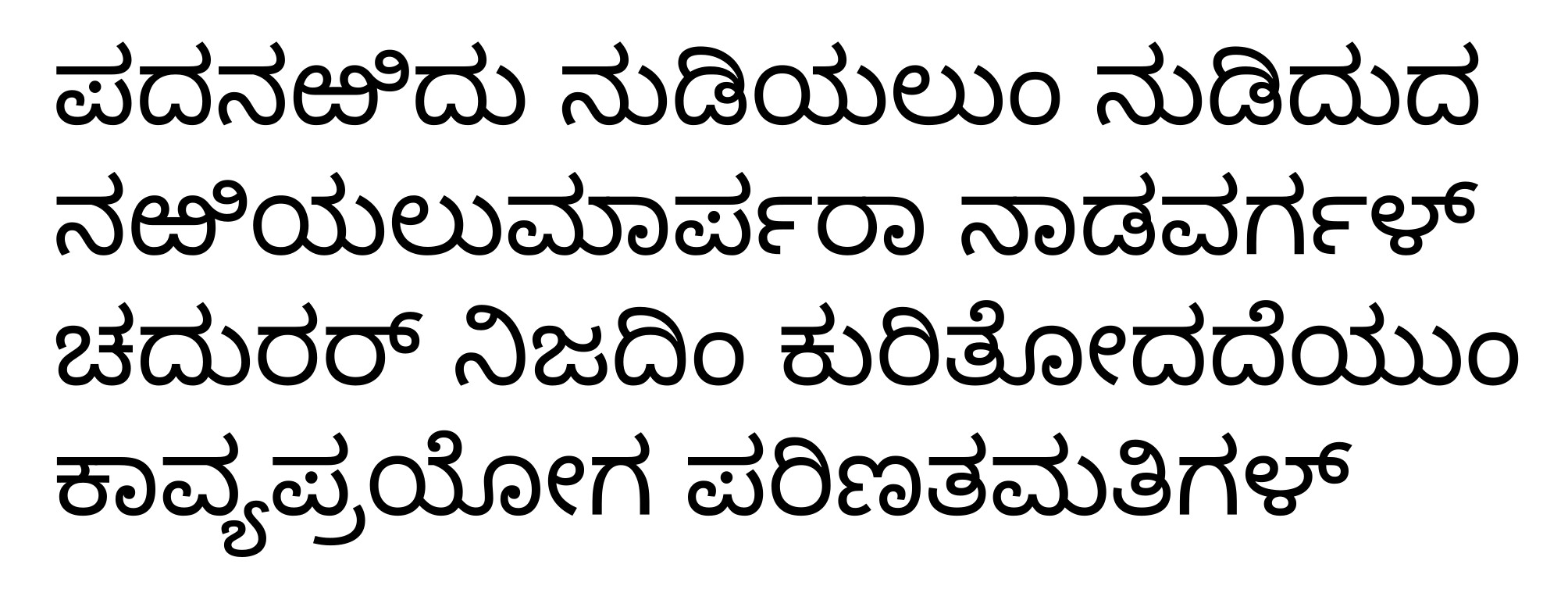
A stanza from the 9th century Kannada classic Kavirajamarga, praising the people for their literary skills

Questo periodo fu prolifico anche di opere in prosa scritte in sanscrito. Importanti teorie e assiomi matematici sono stati postulati da Mahaviracharya, nativo di Gulbarga, appartenente alla tradizione matematica Karnataka e frequentatore della corte di re Amoghavarsha I. Il suo più grande contributo è stato Ganitasarasangraha, uno scritto diviso in 9 capitoli. Nel 950, Somadevasuri scrisse presso la corte di Arikesari II, un feudatario di Krishna III in Vemulavada, e fu autore Yasastilaka Champu, Nitivakyamrita e altri scritti, in cui vi era l'obiettivo di diffondere principi etici e morali del Giainismo in maniera chiara e concisa. Ugraditya, un asceta gianinista, scrisse un trattato medico chiamato Kalyanakaraka e tenne un discorso presso la corte di Amoghavarsha I al fine di incoraggiare l'astinenza da alimenti di origine animale e dalle bevande alcoliche.
Trivikrama fu un noto studioso della corte del re Indra III. I suoi classici furono Nalachampu (915), il più antico scritto in sanscrito in stile Champu, Damayanti Katha e Madalasachampu. La leggenda vuole che la dea Saraswati lo avesse aiutato nel tentativo di competere con un rivale presso la corte dei re. Jinasena fu il precettore spirituale e guru di Amoghavarsha I, e tra i suoi contributi letterari vi sono Dhavala e Jayadhavala (quenst'ultimo scritto insieme al teologo Virasena).

### Architettura

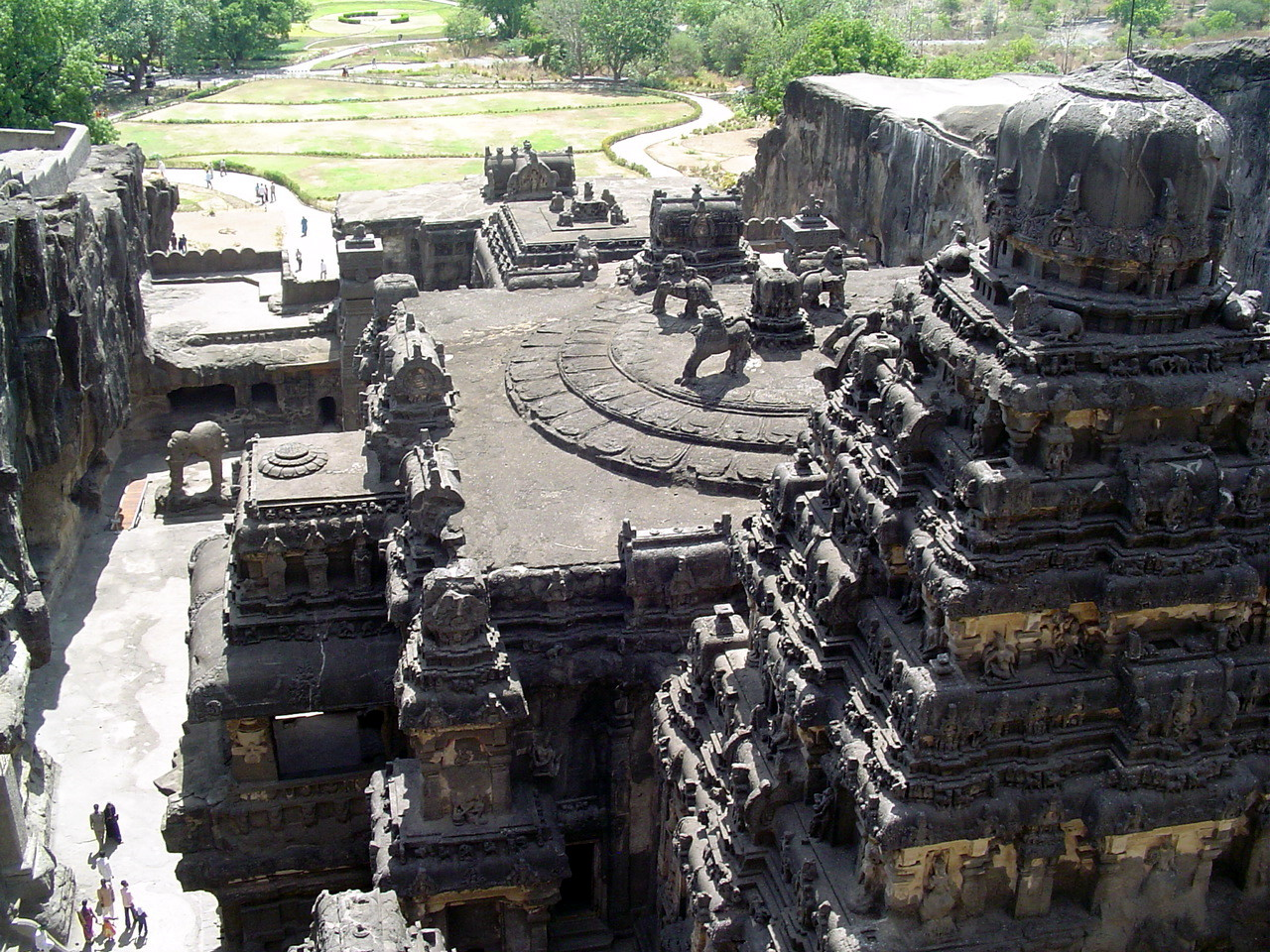
Tempio Kailasanath a Ellora, Maharashtra

I Rashtrakuta contribuirono intensamente al patrimonio architettonico del Decca. Lo storico dell'arte Adam Hardy categorizza la loro attività di edificazione in tre scuole: Ellora, intorno a Badami, Aihole e Pattadakal, e Sirval vicino a Gulbarga. I contributi Rashtrakuta all'arte e all'architettura si possono riscontrare negli splendidi templi rupestri scavati nella roccia a Ellora e Elephanta, aree occupate anche dai monaci Gianisti, che si trovano nell'attuale Maharashtra. Il sito Ellora fu in origine parte di un complesso di 34 grotte buddiste, probabilmente create nella prima metà del VI secolo, i cui dettagli strutturali mostrano l'influenza Pandyan. Nelle epoche successivi, i templi rupestri vennero occupati dagli induisti.
I Rashtrakuta rinnovarono queste grotte buddiste e riconsacrarono i santuari scavati nella roccia. Amoghavarsha I adottò il giainismo e vi sono cinque templi rupestri gianisti a Ellora, attribuiti al suo periodo. La più ampia e sontuosa costruzione dei Rashtrakuta a Ellora fu la realizzazione del Tempio Kailasa, uno splendido risultato che conferma lo stato "Balhara" come "uno tra i quattro principali re del mondo". Le pareti del tempio sono decorate da meravigliose sculture della mitologia indù, tra cui Rāvaṇa, Shiva e Parvati, mentre i soffitti sono dipinti.
Il progetto del tempio Kailasa fu commissionato dal re Krishna I dopo che il potere Rashtrakuta si diffuse in India del sud dal Decca. Secondo Adam Hardy, lo stile architettonico utilizzato fu il Karnata Dravida, non sono presenti le Shikharas tradizionali dello stile Nagara e venne realizzata sulle stesse linee del tempio Virupaksha a Pattadakal nel Karnataka. Secondo lo storico dell'arte Vincent Smith, la realizzazione del tempio Kailasanath deve essere considerato il compimento dell'architettura del tempio monolitico scavato nella roccia e pertanto merita di essere considerata una delle meraviglie del mondo. Secondo il suo collega Percy Brown, il tempio Kailasanath può essere considerato un lavoro impareggiabile di architettura rupestre, un monumento che ha sempre emozionato e stupito i viaggiatori.

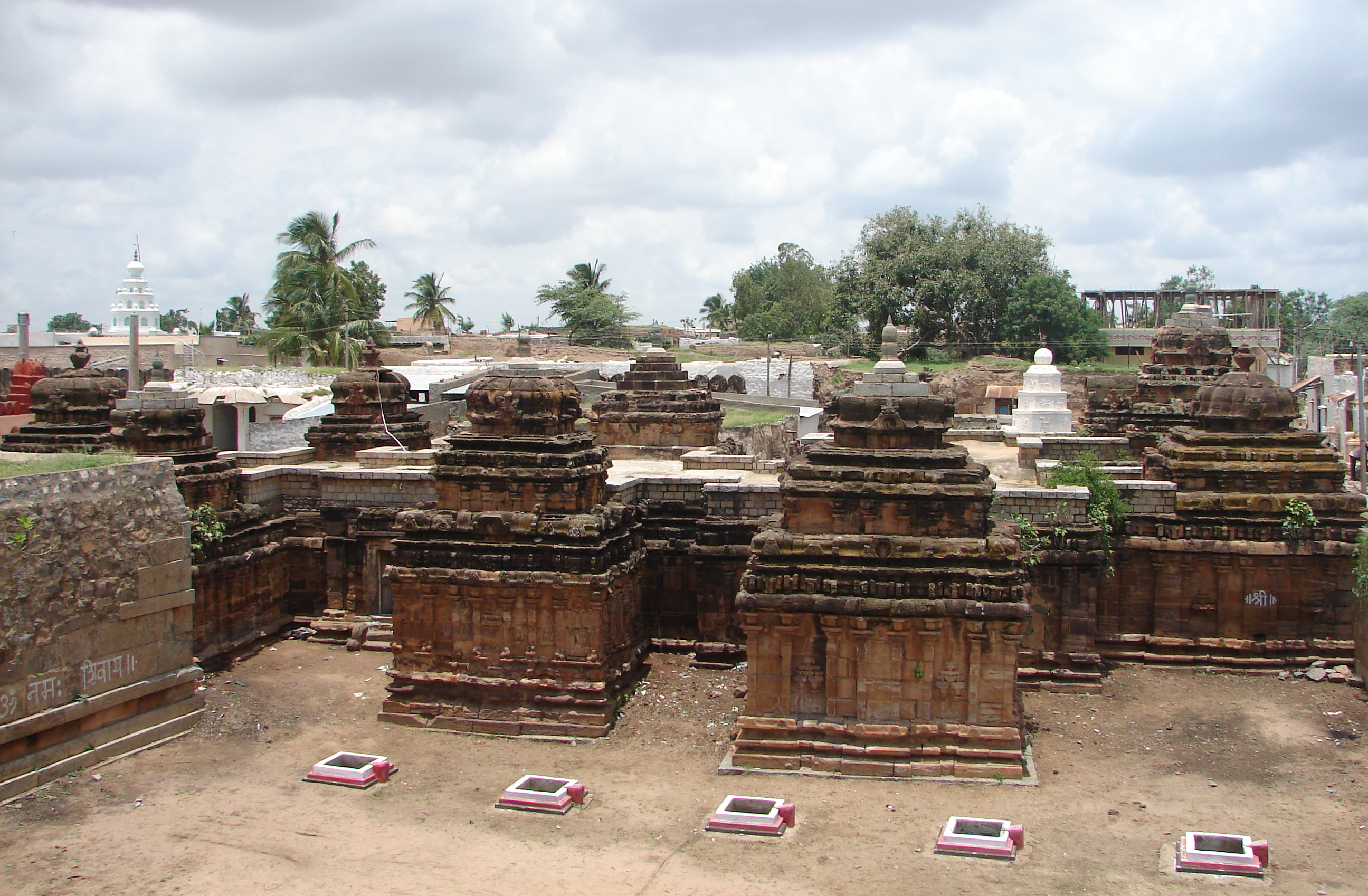
Stile architettonico Dravida. Vista del tempio Navalinga a Kuknur, Karnataka

Nonostante che alcuni studiosi abbiano sostenuto che le architetture presenti nelle grotte di Elephanta siano attribuibili ai Kalachuri, altri sono dell'avviso che siano state realizzate durante il periodo di dominio dei Rashtrakuta. Alcune delle sculture, come Nataraja e Sadashiva eccellono in bellezza e maestria, come quelle delle sculture di Ellora. Altre sculture di pregio presenti a Elephanta sono Ardhanarishvara e Maheshamurthy, quest'ultima rappresenta un busto frontale del dio Shiva, alta 8 metri e considerata una delle più affascinanti sculture dell'India. Altri famosi templi scavati nella roccia nella regione del Maharashtra sono i templi rupestri di Dhumer Lena e di Dashvatara a Ellora (famosa per le sue sculture di Vishnu e Shivaleela) e il tempio Jogeshvari vicino a Mumbai.
A Karnataka, i loro templi più famosi sono quelli di Kashivishvanatha e il tempio di Jain Narayana a Pattadakal, un patrimonio mondiale dell'UNESCO. Altri luoghi sacri noti sono il tempio Parameshwara a Konnur, il tempio Brahmadeva a Savadi, il Settavva, i templi Kontigudi II, Jadaragudi e Ambigeragudi a Aihole, il tempio Mallikarjuna a Ron, il tempio Andhakeshwara a Huli (Hooli), il tempio Someshwara a Sogal, i templi Jain a Lokapura, il tempio Navalinga a Kuknur, il tempio Kumaraswamy a Sandur e i numerosi templi a Shirival a Gulbarga, e il tempio Trikuteshwara a Gadag, quest'ultimo successivamente ampliato da Kalyani Chalukyas. Gli studi archeologici di questi templi, mostrano che alcuni hanno una pianta stellare, una caratteristica adottata molto frequentemente più tardi dagli architetti dell'impero Hoysala e presso Belur e Halebidu. Una delle tradizioni più ricche dell'architettura indiana ha preso forma nel Decca durante questo periodo, chiamato da Adam Hardy "stile karnata Dravida", in contrasto con lo stile tradizionale Dravida.

### Lingua

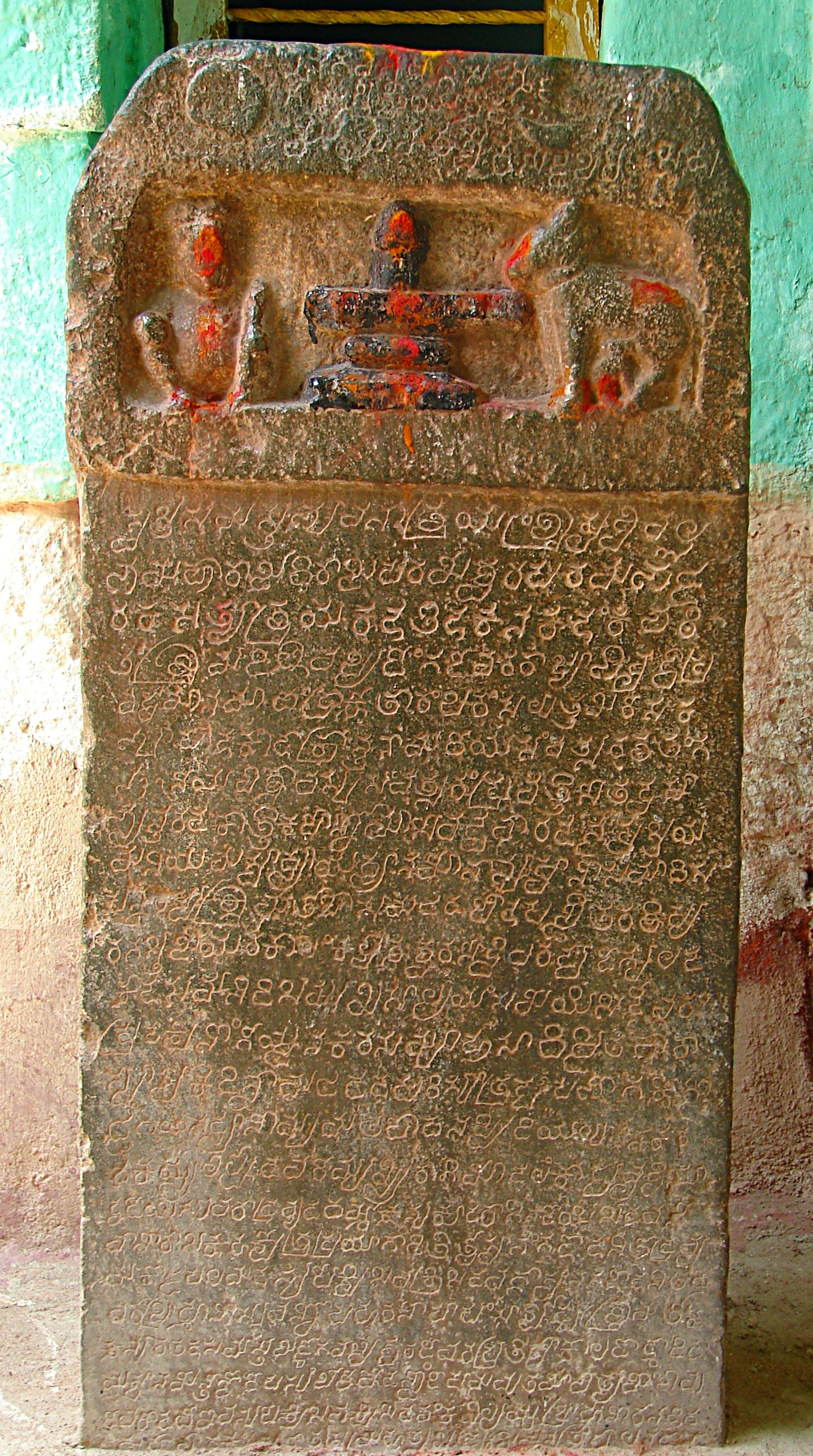
Iscrizione risalente al IX secolo in "kannada antico" presso il tempio Navalinga a Kuknur, Karnataka

Con la fine, all'inizio del VI secolo, dell'imperto Gupta del nord dell'India, iniziarono a verificarsi grandi cambiamenti nel sud del Decca e nelle regioni meridionali del subcontinente indiano. Questi cambiamenti non furono solo politici, ma anche linguistici e culturali. Le corti reali della penisola dell'India (al di fuori di Tamilakam) si confrontarono tra il crescente uso della lingua kannada locale e l'espansione della cultura sanscrita. Le iscrizioni, comprese quelle bilingue, dimostrano l'uso del kannada come primaria lingua amministrativa, insieme allo sanscrito. Gli archivi del governo utilizzarono il kannada per registrare informazioni pragmatiche in materia di concessioni terriere. La lingua locale desi (popolare) fu utilizzata dal popolo, mentre la letteratura in sanscrito venne utilizzata per la letteratura marga (formale). Gli istituti scolastici e i luoghi di istruzione superiore (ghatikas) tenevano le lezioni in sanscrito, la lingua dei bramini sapienti, mentre la lingua kannada divenne sempre più utilizzata per l'espressione personale di vicinanza devozionale verso una divinità.
la letteratura coeva e le iscrizioni mostrano che la lingua kannada non fu popolare solo nella moderna regione di Karnataka, ma si diffuse, a partire dall'VIII secolo, più a nord e nel Decca settentrionale. Con Kavirajamarga, il lavoro sulla poetica, ci si riferisce all'interno della regione tra il fiume Kaveri e il fiume Godavari, come "paese kannada". L'istruzione superiore in sanscrito incluse i soggetti dei Veda, Vyakarana (grammatica), Jyotisha (astronomia e astrologia), Sahitya (letteratura), Mimansa (Esegesi), Dharmashastra (legge), Purana (rituale) e Nyaya (logica). Uno studio compiuto su iscrizioni di questo periodo, dimostra che lo stile Kavya (classico) di scrittura fu il più popolare. La consapevolezza dei pregi e difetti delle iscrizioni indica che anche i poeti mediocri, studiarono la letteratura classica in sanscrito. Un'iscrizione in kannada del periodo del re Krishna III, scritta in una poetica di metrica Kanda, venne trovata a Jabalpur, nella moderna Madhya Pradesh. Kavirajamarga, un lavoro poetico in kannada di Amoghavarsha I, dimostra che lo studio della poesia, in questo periodo, fu popolare nel Decca.